# Nevio Zeccara
Nevio Zeccara (Rovigo, 1º dicembre 1924 – Roma, 8 aprile 2005) è stato un fumettista italiano.

## Biografia
Dopo aver passato la gioventù a Genova dove aveva frequentato l'Accademia di Belle Arti, si trasferì definitivamente a Roma dove iniziò a lavorare come grafico pubblicitario presso lo studio di Gino Boccasile oltre che come disegnatore di fumetti. Come autore di fumetti esordì nel 1947 sul Vittorioso e nelle collane Gli Albi del Vittorioso e Capitan Walter pubblicando storie a fumetti di genere avventuroso e fantasy, specializzandosi dal 1952 nell’illustrare avventurose storie di aviazione.
Durante gli anni sessanta e settanta disegnò serie a fumetti erotici come Hessa (1970-1972) e, dal 1963 al 1978, collaborò con Il Giorno dei Ragazzi, realizzando le serie Spie e Controspie, Willy West, Oltre il sole e Gigi Strip.
Lavorò dal 1961 al 1974 anche per editori stranieri attraverso con lo studio di Alberto Giolitti per il quale realizzò storie a fumetti per il mercato estero come le serie Star Trek, Explorers of the Unknown e Starstream, e The Twilight Zone per gli editori Gold Key e Western Publishing negli Stati Uniti mentre, per il mercato britannico, per gli editori Amalgamated Press e Fleetway realizzò la serie Battler Britton pubblicata su Thriller Comics, oltre a storie di guerra per War Picture Library e Phantom for Five.
Nel 1971 iniziò una trentennale collaborazione con Il Giornalino realizzando varie serie come  Max Martin (1971-75), Gli astrostoppisti (1971-1978), Kriss Boyd (1976-2000), I fuggiaschi (1985), Topeka Smith (1986-92), L'Operazione Cobra, Ricorda Corea, Salvate Venezia, Les bourlingueurs de l'espace (1975-1977), I predatori dell’Arca Perduta (1995), Stas e Nelly (1998), Spacetramps (2000), e realizzando riduzioni a fumetti dei classici della letteratura quali Robur il conquistatore (1984),  La città sotto i ghiacci (1986), Il colore venuto dallo spazio (1989) e  Il miraggio dello sconosciuto Kadath (1990).
Lavorò anche per altri editori pubblicando negli anni settanta sulle riviste Victory, Horror, Uomini e guerra e Fantasy.
Morì a Roma l'8 aprile 2005.

## Riconoscimenti
- Nevio Zeccara – Dall’aeronautica all'astronautica: mostra presso le Sale Storiche del Palazzo dell'Aeronautica di Roma, dal 21 al 26 aprile 2015.[6][7][8][9]